# Gunner Møller Pedersen
Gunner Møller Pedersen (født 5. februar 1943) er en dansk komponist, der blandt andet har komponeret elektronisk musik og filmmusik.
Pedersen er uddannet på Det Jyske Musikkonservatorium, hvor han havde Bent Lorentzen, Per Nørgård og Pelle Gudmundsen-Holmgreen som lærere. Han studerende endvidere hos Cornelius Cardew i London.
Pedersen var stifter af Dansk Elektronmusik Selskab i 1976 og har opbygget sit eget lydstudie, Octopus Studio.
Blandt Pedersens elektroniske værker er Et Lydår fra sidst i 1970'erne, der var skabt til Glyptotekets vinterhave som 12 musikstykker for hver måned.
Han har også skabt installationsmusik til Glasmuseet Ebeltoft.
Hans værk Lamentation de Moruroa fra 1989 er en protest over de franske atomprøvesprængninger.
Svanesang fra 1996 er en lydskulptur for flere kor og solister.
Han har skrevet to operaer. Den ene er bygget på Günther Grass roman fra 1986 Rottesken, og operaen blev uropført i 2000 af Cantabile 2 på festivalen Lys over Lolland.
Blandt hans seneste værker er Dodekalitten, et projekt på en mark i Lolland i samarbejde med billedhuggeren Thomas Kadziola.
Som filmmusikkomponist har Pedersen komponeret musik til de fleste af Nils Malmros' film og skrevet musik til Jørgen Leths dokumentarfilmsklassikere Stjernerne og vandbærerne og En forårsdag i helvede.
Han har endvidere komponeret musik til Lars Brydesens kortfilm Dråben i havet.